# 恩賈巴河
5°42′3″N 6°48′28″E / 5.70083°N 6.80778°E

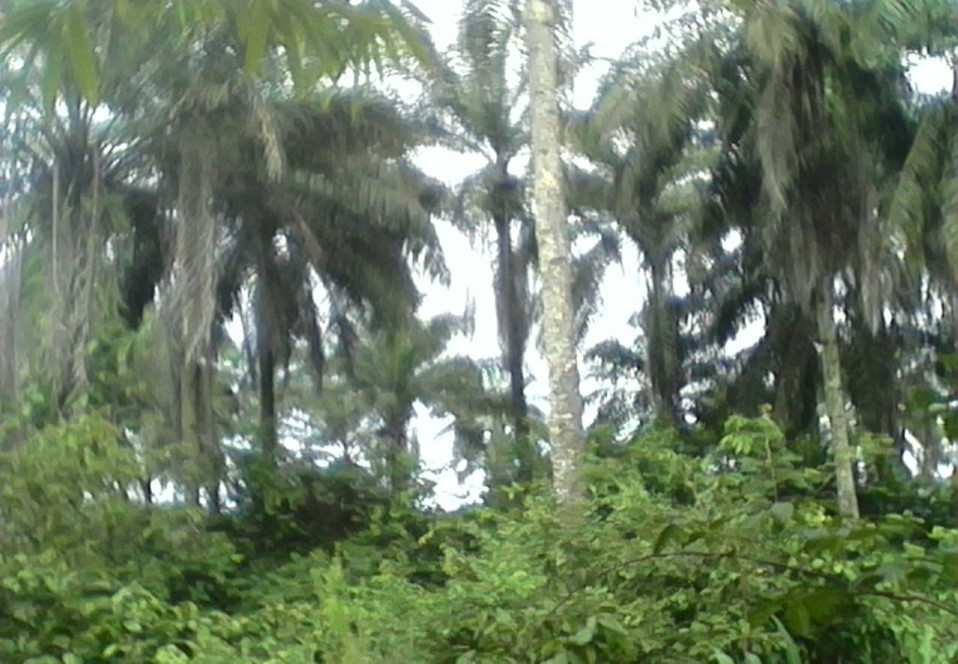

恩賈巴河是尼日利亞的河流，位於該國南部伊莫州，河道全長78公里，流域面積146平方公里，平均流量每小時約1,700立方米，平均水深4.5公里。